# 草彅琢仁
草彅 琢仁（くさなぎ たくひと）は、漫画家・イラストレーター。東京都出身、下町育ち。
幼少時から自然や生物学に興味を持ち、生物学の道を考えるも、10代の終わりに画業に専念する。東京造形大学造形学部デザイン学科映画専攻領域中退。在学時より装丁イラストやアニメーションに携わる。
代表作に『グランディア』、『SAMURAI 7』など。
趣味はブルースハープやヴァイオリン。

## 作品・仕事

### 漫画
- 上海丐人賊（1〜2巻　ニュータイプ100%コミックス)
- 未来座海岸（コミッカーズ、季刊エス連載）
- オーラバトラー オーラファンタズム (ビー・クラブ・スペシャル、1987年)
- 潜水人形の見た夢 (月刊ニュータイプ 1994年4月号付録 お宝COMIC GENKi R)

### 画集
- 草彅画蒐　INNOCENCE
- 風のユクエ　草彅琢仁漂白の記憶（CD-ROM画集）

### ゲーム
- ダンジョンエクスプローラーII（カバーイラスト）
- グランディア（キャラクターデザイン）
- シークエンスパラディウム3（パッケージ装画）
- ダブルムーン伝説（キャラクターデザイン、イラストレーション）
- ルーンクエスト（日本語版イラストレーション）

### アニメ・特撮
- FF：U 〜ファイナルファンタジー:アンリミテッド〜（伯爵一族コンセプト）
- 青の6号（キャラクターデザイン[3]）
- SAMURAI 7（キャラクターデザイン[4][5]）
- 仮面ライダーアギト（デザインワーク）
- 劇場版 仮面ライダーアギト PROJECT G4（ESPシステムデザイン）
- 劇場版 仮面ライダー響鬼と7人の戦鬼（「オロチ」デザイン）
- 天保異聞 妖奇士（コンセプトデザイン）
- スカルマン（コンセプトデザイン）
- ドルアーガの塔 〜the Aegis of URUK〜（ドルアーガデザイン）
- ドルアーガの塔 〜the Sword of URUK〜（ドルアーガデザイン）
- ブレイブ ストーリー（キャラクター原案）
- ロードス島戦記（ドラゴンデザイン原案）
- GOSICK（挿絵）
- 宇宙戦艦ヤマト2199（第9話作中作「観測員9号の心」挿絵、「デスラー執務室天井画」）
- 棺姫のチャイカ（棄獣デザイン）
- 機動戦士ガンダム THE ORIGIN（軍装装備デザイン）
- かくりよの宿飯（あやかしデザイン）

### 書籍（装丁）
- 銀河博物誌2
- 闇の守手
- ス=ガンの刻 日下部匡俊
- オーラバトラー戦記（文庫版）
- ソード・ワールド・ノベル 死せる神の島2
- ソード・ワールドRPGリプレイ第1部
- ソード・ワールド・ノベル　「迷探偵デュダ」シリーズ
- 妖魔アモル まみやかつき
- 銃と魔法 川崎康宏
- メルサスの少年「螺旋の街」の物語り 菅浩江
- 装甲騎兵ボトムズ 復讐の惑星シド（アドベンチャーヒーローブックス）
- 聖戦士ダンバイン 妖魔城塞ザーウェル（アドベンチャーヒーローブックス）
- ハルピュイア奮戦記 秋津透
- 聖刻1092 完全版
- 青の騎士ベルゼルガ物語

### イラスト・カット
- SFマガジン　2000年2月号
- 模型情報

### イラストコラム連載
月刊ニュータイプ

### 展覧会
- 「イツカミタ夢ノカタチ」出渕裕との二人展
- ファンタジーRPGイラストレーション展　滋賀県立近代美術館　1995年
- 「翔ぶ夢をしばらくみない」出渕裕との二人展　2020年